# Maurice Tourneur
Maurice Tourneur (født Maurice Félix Thomas) (fransk udtale: [mɔʁis feliks tɔma], [- tuʁnœʁ]); 2. februar 1876 – 4. august 1961) var en fransk filminstruktør og manuskriptforfatter.
Efter at have instrueret flere innovative film for Adolph Zukors Artcraft Pictures Corporation (som frigav film gennem Paramount) i 1917 og 1918, søsatte Tourneur sit eget produktionsselskab med filmen Sporting Life. I 1921 blev han statsborger i USA. I 1922 mente han at fremtiden for filmindustri lå i Hollywood og det følgende år blev han hyret af Samuel Goldwyn til at rejse mod vest og lave en filmversion af bogen The Christian af Hall Caine. Tourneurs karriere i USA svandt dog ind, da hans billedfortælling af og til hindrede den fortællemæssige fremdrift i filmene. Han blev fjernet fra produktionen af Metro-Goldwyn-Mayers version af Jules Vernes The Mysterious Island i 1928 og dette markerede enden på hans amerikanske karriere.

## Delvis filmografi
- Jean la Poudre (1912)
- The System of Doctor Goudron aka The Lunatics (1912)
- Le dernier pardon (1913)
- Figures de cire (1914)
- Mother (1914)
- The Man of the Hour (1914)
- The Wishing Ring (1914)
- Monsieur Lecoq (1914)
- Figures de cire (1914)
- Alias Jimmy Valentine (1915)
- The Cub (1915)
- The Ivory Snuff Box (1915)
- The Butterfly on the Wheel (1915)
- The Pawn of Fate (1915)
- The Hand of Peril (1916)
- The Closed Road (1916)
- The Velvet Paw (1916)
- The Rail Rider (1916)
- A Girl's Folly (1916)
- The Whip (1917)
- The Undying Flame (1917)
- Exile (1917)
- The Law of the Land (1917)
- The Pride of the Clan (1917)
- The Poor Little Rich Girl (1917)
- Barbary Sheep (1917)
- The Rise of Jennie Cushing (1917)
- Rose of the World (1917)
- The Blue Bird (1918)
- Prunella (1918)
- A Doll's House (1918)
- The Sporting Life (1918)
- Woman (1918)
- My Lady's Garter (1919)
- The White Heather (1919)
- The Life Line (1919)
- Victory (1919)
- The Broken Butterfly (1919)
- The County Fair (1920)
- The Great Redeemer (1920)
- While Paris Sleeps (1923)
- Treasure Island (1920)
- The White Circle (1920)
- Deep Waters (1920)
- The Last of the Mohicans (1920)
- The Bait (1921)
- Foolish Matrons (1921)
- Lorna Doone (1922)
- The Brass Bottle (1923)
- Les Deux Gosses (1923)
- The Christian (1923)
- The Isle of Lost Ships (1923)
- Torment (1924)
- The White Moth (1924)
- The Sporting Life (1925)
- Never the Twain Shall Meet (1925)
- Aloma of the South Seas (1926)
- Old Loves and New (1926)
- The Crew (1928)
- The Ship of Lost Souls (1929)
- Accusée, levez-vous! (Accused, Stand Up!) (1930)
- Departure (1931)
- Dance Hall (1931)
- In the Name of the Law (1932)
- Les Gaietés de l'escadron (1932)
- The Two Orphans (1933)
- Le Voleur (1933)
- Justin de Marseille  (1934)
- Koenigsmark (1935)
- Samson (1936)
- The Patriot (1938)
- Katia (1938)
- Volpone (1941)
- La Main du diable (The Hand of the Devil, aka Carnival of Sinners) (1943)
- Cécile est morte (1944)
- After Love (1948)
- Dilemma of Two Angels (1948)

## Eksterne links
- Maurice Tourneur på Internet Movie Database (engelsk)
- Some contemporary interviews with, and articles by, Maurice Tourneur
- Maurice Tourneur Arkiveret 3. august 2020 hos  Wayback Machine (kinotv)